# Orthostixis amanensis
Orthostixis amanensis là một loài bướm đêm trong họ Geometridae.